# ماریون رومانلی
ماریون رومانلی (انگلیسی: Marion Romanelli؛ زادهٔ ۲۴ ژوئیهٔ ۱۹۹۶) بازیکن فوتبال اهل فرانسه است.
از باشگاه‌هایی که در آن بازی کرده‌است می‌توان به باشگاه فوتبال زنان مون‌پلیه اشاره کرد.
وی همچنین در تیم‌های ملی فوتبال زنان فرانسه، و زنان فرانسه، بازی کرده‌است.